# Velika Kamenica
Velika Kamenica (cyr. Велика Каменица) – wieś w Serbii, w okręgu borskim, w gminie Kladovo. W 2011 roku liczyła 542 mieszkańców.